# Pollestres
Pollestres település Franciaországban, Pyrénées-Orientales megyében. Lakosainak száma 5489 fő (2022. január 1.). Pollestres Perpignan, Villeneuve-de-la-Raho, Montescot, Bages, Ponteilla és Canohès községekkel határos.

## Népesség
A település népességének változása:
| Lakosok száma | 4647 | 4759 | 4893 | 4887 | 4967 | 5229 | 5316 | 5402 | 5489 |
|               | 2013 | 2015 | 2016 | 2017 | 2018 | 2019 | 2020 | 2021 | 2022 |